# Lisa-Sophie Gericke
Lisa-Sophie Gericke (17 de marzo de 1995) es una deportista alemana que compite en bobsleigh en la modalidad doble. Ganó una medalla de oro en el Campeonato Mundial de Bobsleigh de 2020, en la prueba por equipo.

## Palmarés internacional
| Campeonato Mundial | Campeonato Mundial | Campeonato Mundial | Campeonato Mundial |
| Año                | Lugar              | Medalla            | Prueba             |
| ------------------ | ------------------ | ------------------ | ------------------ |
| 2019               | Whistler (Canadá)  | Medalla de oro     | Equipo             |